# Anne Kampmann
Anne Kampmann, född 8 oktober 1946 i Danmark, är en norsk målare och grafiker.
Anne Kampmann utbildade sig på Statens håndverks- og kunstindustriskole i Oslo 1967-1970. Hennes första separatutställning var 1982 på Hedmark Kunstnersenter i Hamar. Hon har undervisat på bland annat Kunstskolen i Rogaland i Stavanger 1987 och Billedkunstskolen for barn i Løten 1990-1996. 
| ”                                     | Natur og dyrets og menneskets forhold til naturen er sentralt i motivene til Anne Kampmann. Dyret er symbol på livets utsatthet. Mennesket er del av den sammen verden og har et skjebnefellesskap med dyret. Bildene åpner for drømmen og lengselen etter et landskap og en åndelig verden utenfor hverdagen. Motivene er mytiske og fabulerende fortellinger som rommer allmenne følelser og erfaringer og gir rom for ulike fortolkninger. | „ |
| – Elverum Kunstgalleri september 2010 | |   |

Anne Kampmann åtnjuter sedan 2000 Statens garantinntekt for kunstnere. Hon bor och arbetar i Hamar.

## Offentliga verk i urval
- Kampen Kirke i Stavanger, 1988
- Universitetet i Tromsø, 1998
- Tingshuset i Hamar, 1999